# Eurysthea nicolai
Eurysthea nicolai là một loài bọ cánh cứng trong họ Cerambycidae.